# Cộng hòa Xô viết Bắc Kavkaz
Cộng hòa Xô viết Bắc Kavkaz là một nước Cộng hòa Xô viết của nước Nga Xô viết, hợp nhất từ Cộng hòa Xô viết Kuban - Biển Đen, Cộng hoà Xô viết Stavropol và Cộng hòa Xô viết Terek. Thủ đô đặt ở Yekaterinodar; tuy nhiên, từ ngày 17 tháng 8 Yekaterinodar bị quân Bạch vệ Nga chiếm đóng, chính phủ chuyển về Pyatigorsk và Pyatigorsk trở thành thủ đô. Đến cuối năm 1918, khi toàn bộ lãnh thổ của nhà nước này đã bị quân Bạch vệ chiếm, ban chấp hành Trung ương Nga đã bãi bỏ nhà nước này.